# Eloria velhoa
Eloria velhoa är en fjärilsart som beskrevs av William Schaus 1920. Eloria velhoa ingår i släktet Eloria och familjen tofsspinnare. Inga underarter finns listade i Catalogue of Life.